# روبرت دونكان (موسيقي)
روبرت دونكان (بالإنجليزية: Robert Duncan)‏ هو موسيقي وملحن أمريكي، ولد في 1973 في تورونتو في كندا.

## وصلات خارجية
- الموقع الرسمي
- روبرت دونكان على موقع IMDb (الإنجليزية)
- روبرت دونكان على موقع ميوزك برينز (الإنجليزية)
- روبرت دونكان على موقع ديسكوغز (الإنجليزية)
- روبرت دونكان على موقع ديسكوغز (الإنجليزية)
- روبرت دونكان على موقع ديسكوغز (الإنجليزية)
- روبرت دونكان على موقع قاعدة بيانات الفيلم (الإنجليزية)